# Перлавкі (Дзялдовський повіт)
Перлавкі (пол. Pierławki, нім. Pierlawken) — село в Польщі, у гміні Дзялдово Дзялдовського повіту Вармінсько-Мазурського воєводства.
Населення — 300 осіб (2011).

## Демографія
Демографічна структура станом на 31 березня 2011 року:
|          | Загалом | Допрацездатний вік | Працездатний вік | Постпрацездатний вік |
| -------- | ------- | ------------------ | ---------------- | -------------------- |
| Чоловіки | 147     | 41                 | 97               | 9                    |
| Жінки    | 153     | 42                 | 82               | 29                   |
| Разом    | 300     | 83                 | 179              | 38                   |